# Pośrednia Kapałkowa Turnia
Pośrednia Kapałkowa Turnia (słow. Prostredná Ľadová veža, niem. Mittlerer Eistaler Turm, węg. Középső Jégvölgyi torony, ok. 2360 m) – turnia znajdująca się w Kapałkowej Grani w słowackich Tatrach Wysokich. Od Wielkiej Kapałkowej Turni oddziela ją siodło Pośredniej Kapałkowej Ławki, a od Małej Kapałkowej Turni oddzielona jest Niżnią Kapałkową Ławką i kilkoma innymi obiektami.
Północne stoki Pośredniej Kapałkowej Turni i sąsiednich obiektów opadają do Kapałkowego Koryciska, odgałęzienia Doliny Śnieżnej, południowe – do Doliny Suchej Jaworowej. Pośrednia Kapałkowa Turnia, podobnie jak inne pobliskie obiekty, nie jest dostępna żadnymi szlakami turystycznymi. Dla taterników najłatwiejszym sposobem dostania się na jej wierzchołek jest droga z Doliny Suchej Jaworowej na Pośrednią Kapałkową Ławkę, a z niej na szczyt Pośredniej Kapałkowej Turni.
W grani, która łączy Pośrednią Kapałkową Turnię z Małą Kapałkową Turnią, można wyróżnić następujące obiekty (od góry do Niżniej Kapałkowej Ławki):
- Wrótka za Dziobem (Vrátka za Ľadovým pazúrom),
- Kapałkowy Dziób (Ľadový pazúr),
- Wrótka za Słupem (Vrátka za Ľadovým stĺpom),
- Kapałkowy Słup (Ľadový stĺp),
- Wrótka za Zębem (Vrátka za Ľadovým zubom),
- Kapałkowy Ząb (Ľadový zub),
- Wrótka za Basztą (Vrátka za Ľadovou baštou),
- Kapałkowa Baszta (Ľadová bašta)[2][3].

Pośrednia Kapałkowa Turnia zwana była dawniej Środkową Kapałkową Turnią.
Pierwsze wejścia:
- Gyula Komarnicki i Roman Komarnicki, 30 lipca 1909 r. – letnie,
- Jerzy Pierzchała, 23 kwietnia 1936 r. – zimowe[2].